# 光と風と夢
『光と風と夢』（ひかりとかぜとゆめ）は、中島敦の中編小説。ロバート・ルイス・スティーヴンソンの肺を病み、南島サモアで晩年をすごす生活記の体裁を採っている。
第15回芥川賞の候補に挙げられるも落選した。なお、原稿時の題名は「ツシタラの死」（ツシタラはサモア語で「物語の語り手」を意味する）であったが、出版側の要請で改称された。また、発表当時は紙不足により雑誌が薄くなっており、著者による一部削除及び短縮を経て掲載されている。

## おもな収録書籍
- 第一創作集『光と風と夢』（筑摩書房、1942年7月、NDLJP:1134654）
  - 収録作品：古譚：「狐憑」「木乃伊」「山月記」「文字禍」、「斗南先生」「虎狩」「光と風と夢」
- 『光と風と夢・わが西遊記』（講談社文芸文庫、1992年12月）
  - 収録作品：「光と風と夢」「悟浄出世」「悟浄歎異」